# Påläggschoklad

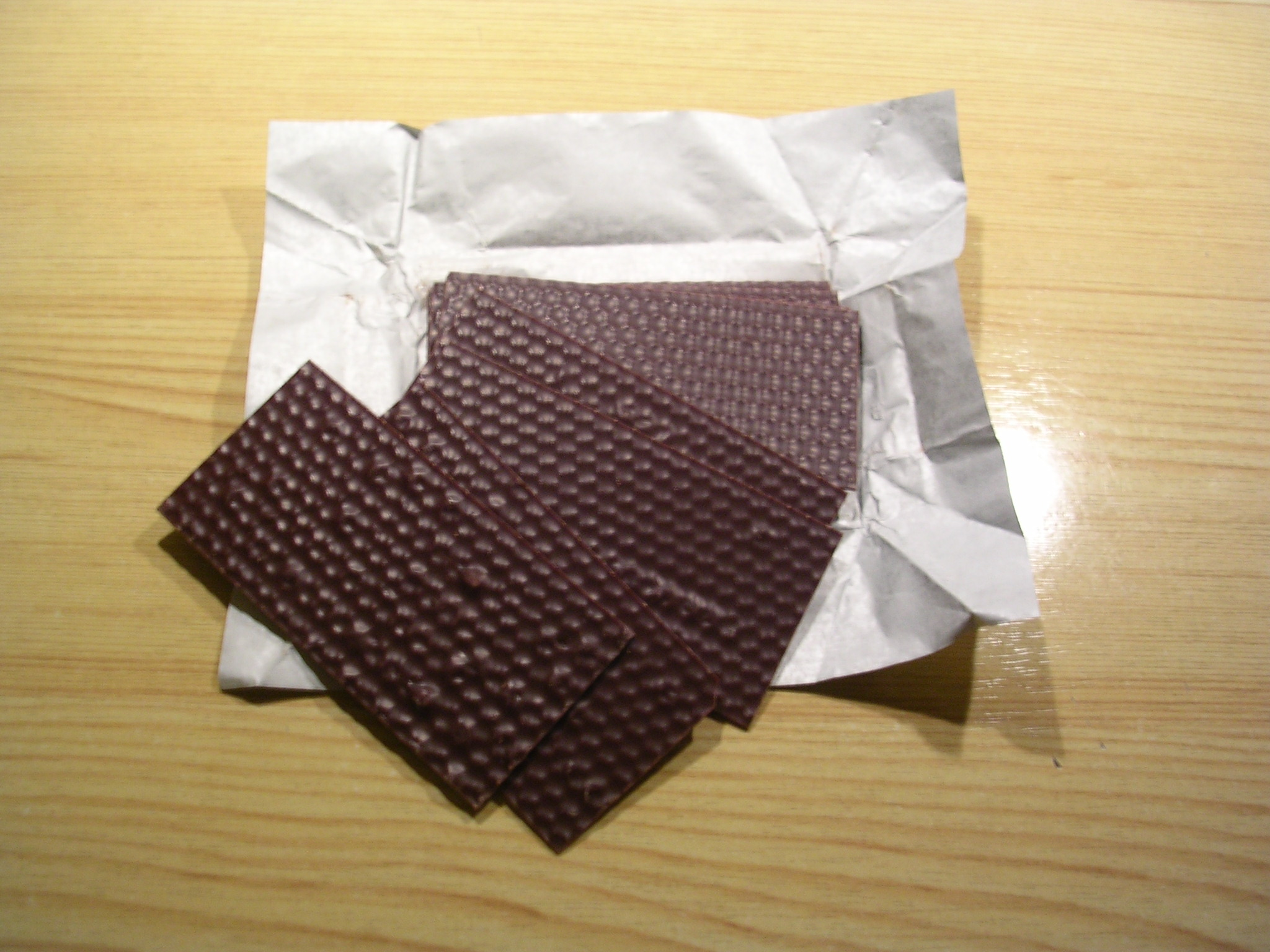
Påläggschoklad i skivor.

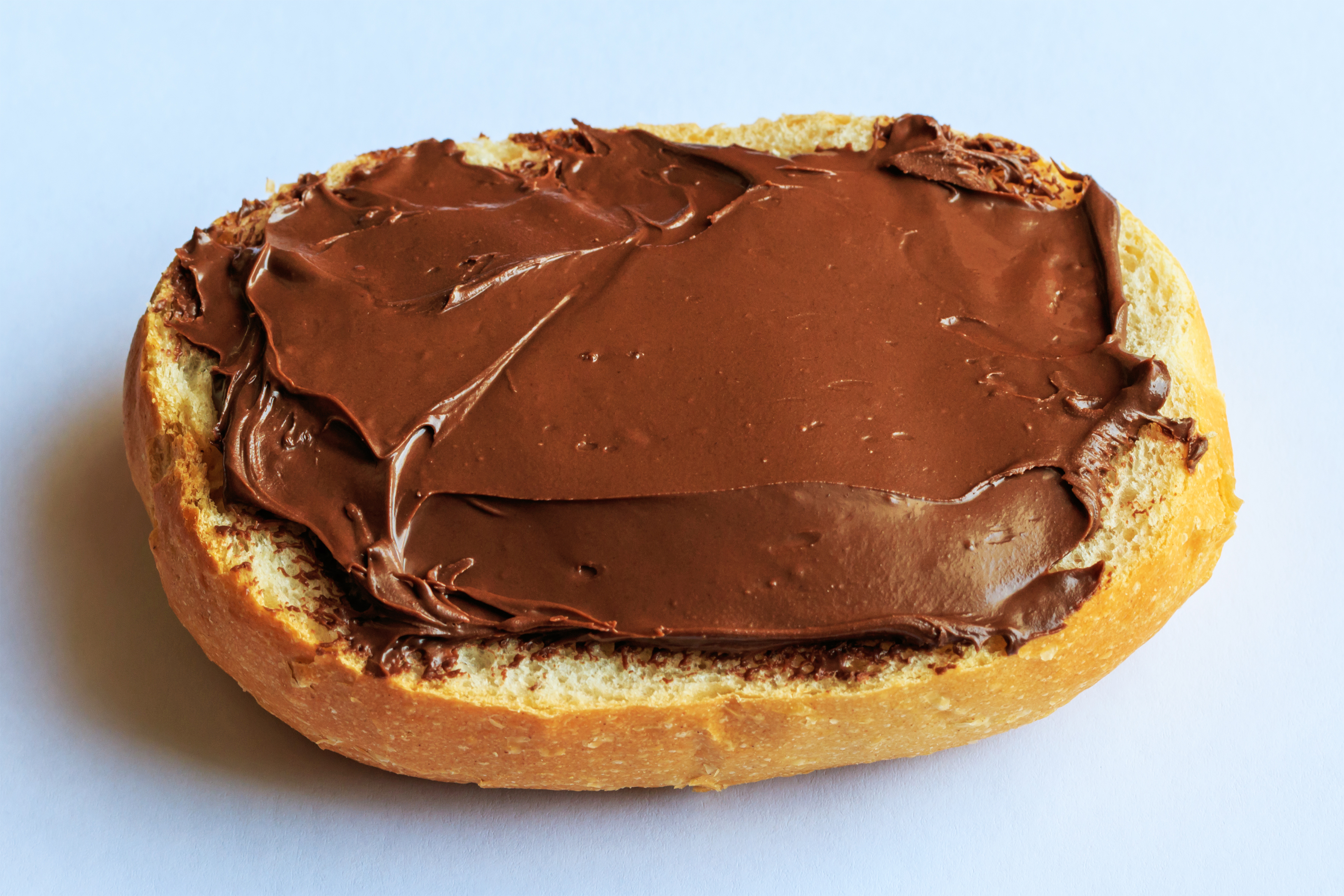
Bredbar påläggschoklad.

Påläggschoklad finns som två sorter. Den ena är tunna skivor av choklad som används som pålägg på smörgåsar. Påläggschoklad görs av både mörk och ljus choklad; den ljusa varianten ska vara mest utbredd (Toms säljer 70 procent ljus och 30 procent mörk choklad). Pålägget finns främst i Danmark (pålægschokolade). Tillverkare av påläggschoklad är bland andra Toms (där Galle & Jessen ingår) och Carletti. 
Den andra sorten är bredbar påläggschoklad. Pålägget finns främst i Italien och Tyskland. Det är populärt att blanda i olika nötter, till exempel krossade jordnötter. Det vanligaste märket är Nutella.